# Saméon
Saméon est une commune française située dans le département du Nord, en région Hauts-de-France.
Ses habitants sont les Saméoniens.

## Géographie

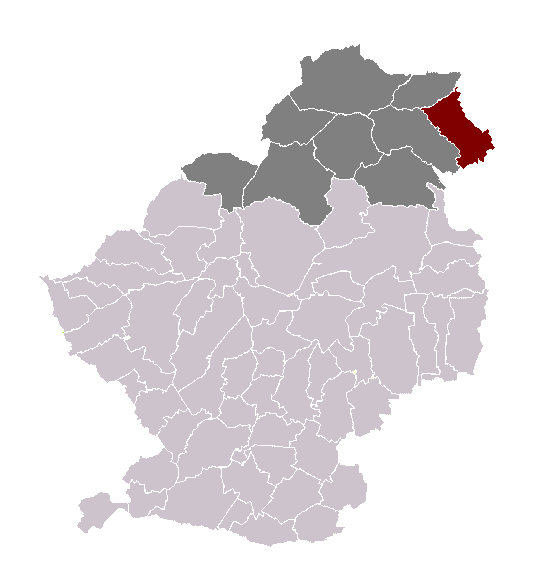
Saméon dans son canton et son arrondissement.

### Communes limitrophes
| Aix-en-Pévèle |        | Rumegies |
|               | Saméon | Lecelles |
| Landas        |        | Rosult   |

### Hydrographie

#### Réseau hydrographique
La commune est située dans le bassin Artois-Picardie. Elle est drainée par la Rue Zlatin, le ruisseau d'Aix, le ruisseau des enclos, le ruisseau du Charme, le ruisseau du Lélier, le ruisseau du Perqueau, le ruisseau le rieu et divers autres petits cours d'eau,.

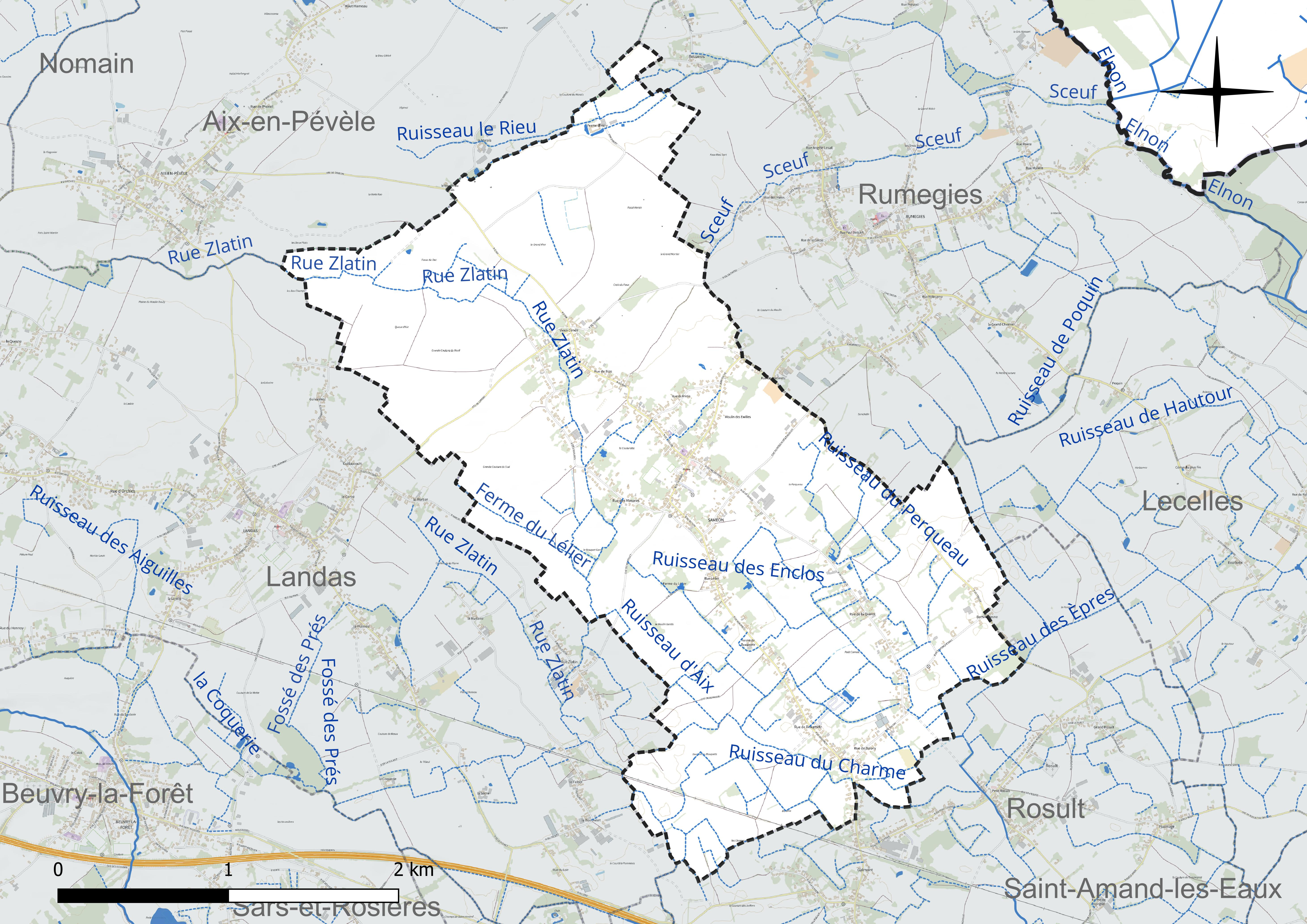
Réseau hydrographique de Saméon.

#### Gestion et qualité des eaux
Le territoire communal est couvert par le schéma d'aménagement et de gestion des eaux (SAGE) « Scarpe aval ». Ce document de planification concerne un territoire de 624 km2 de superficie, délimité par le bassin versant de la Scarpe aval, comprenant la Pévèle, la plaine de la Scarpe et le bassin minier avec l'Ostrevent. Le périmètre a été arrêté le 18 mars 1997 et le SAGE proprement dit a été approuvé le 12 mars 2009, puis révisé le 5 juillet 2021. La structure porteuse de l'élaboration et de la mise en œuvre est le parc naturel régional Scarpe-Escaut.
La qualité des cours d'eau peut être consultée sur un site spécial géré par les agences de l'eau et l'Agence française pour la biodiversité.

### Climat
Pour des articles plus généraux, voir Climat des Hauts-de-France et Climat du Nord.
En 2010, le climat de la commune est de type climat océanique dégradé des plaines du Centre et du Nord, selon une étude du CNRS s'appuyant sur une série de données couvrant la période 1971-2000. En 2020, Météo-France publie une typologie des climats de la France métropolitaine dans laquelle la commune est exposée à un climat océanique et est dans la région climatique  Nord-est du bassin Parisien, caractérisée par un ensoleillement médiocre, une pluviométrie moyenne régulièrement répartie au cours de l'année et un hiver froid (3 °C).
Pour la période 1971-2000, la température annuelle moyenne est de 10,6 °C, avec une amplitude thermique annuelle de 14,6 °C. Le cumul annuel moyen de précipitations est de 705 mm, avec 11,8 jours de précipitations en janvier et 9,3 jours en juillet. Pour la période 1991-2020, la température moyenne annuelle observée sur la station météorologique la plus proche, située sur la commune de Cappelle-en-Pévèle à 12 km à vol d'oiseau, est de 11,1 °C et le cumul annuel moyen de précipitations est de 736,6 mm,. Pour l'avenir, les paramètres climatiques de la commune estimés pour 2050 selon différents scénarios d'émission de gaz à effet de serre sont consultables sur un site spécial publié par Météo-France en novembre 2022.

## Urbanisme

### Typologie
Au 1er janvier 2024, Saméon est catégorisée ceinture urbaine, selon la nouvelle grille communale de densité à sept niveaux définie par l'Insee en 2022.
Elle appartient à l'unité urbaine de Saint-Amand-les-Eaux, une agglomération intra-départementale regroupant 15  communes, dont elle est une commune de la banlieue,,. Par ailleurs la commune fait partie de l'aire d'attraction de Lille (partie française), dont elle est une commune de la couronne,. Cette aire, qui regroupe 201 communes, est catégorisée dans les aires de 700 000 habitants ou plus (hors Paris),.

### Occupation des sols
L'occupation des sols de la commune, telle qu'elle ressort de la base de données européenne d'occupation biophysique des sols Corine Land Cover (CLC), est marquée par l'importance des territoires agricoles (82,3 % en 2018), en diminution par rapport à 1990 (89,7 %). La répartition détaillée en 2018 est la suivante : terres arables (80,9 %), zones urbanisées (17,7 %), zones agricoles hétérogènes (1,4 %). L'évolution de l'occupation des sols de la commune et de ses infrastructures peut être observée sur les différentes représentations cartographiques du territoire : la carte de Cassini (XVIIIe siècle), la carte d'état-major (1820-1866) et les cartes ou photos aériennes de l'IGN pour la période actuelle (1950 à aujourd'hui).

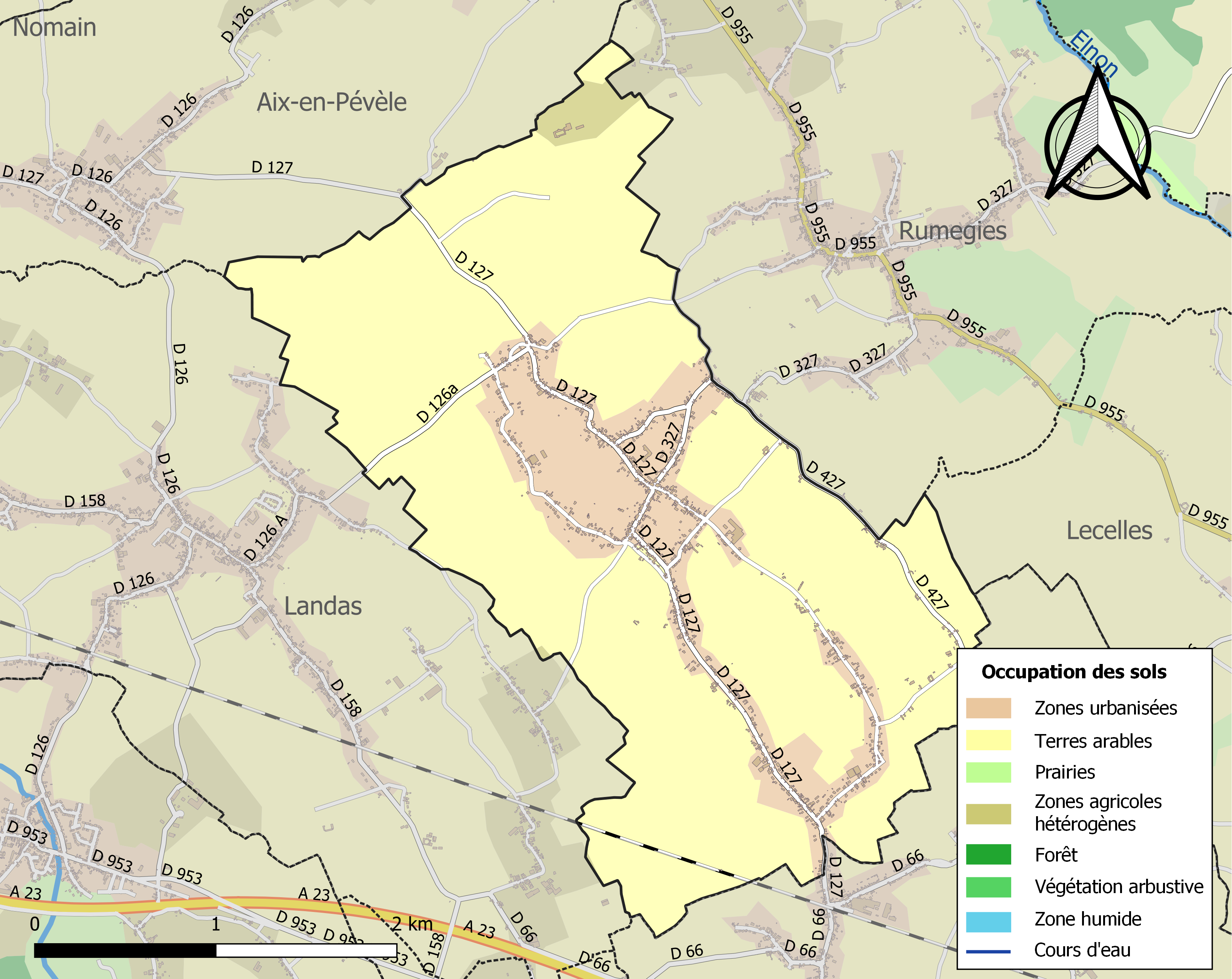
Carte des infrastructures et de l'occupation des sols de la commune en 2018 (CLC).

## Histoire
Saméon appartient à l'abbaye de Saint-Amand-Les-Eaux dès le VIIe siècle.
Saméon était le siège d'une seigneurie avant la Révolution française. En 1624, elle est détenue par Julien Rousseau, seigneur de Saméon premier échevin de Mons. Le 12 août 1624, il bénéficie de lettres d'anoblissement données à Madrid (la région est alors détenue par l'Espagne). Julien rousseau a été député des villes à l'assemblée des États du Hainaut et receveur-général des ecclésiastiques de cette province.
Fréchies est un lieu-dit ou hameau sur Saméon. Avant 1789, sa possession donnait le titre de seigneur à son détenteur. Vers 1716, Jean Gabriel Jacquerye (1693-1767) est seigneur de Fréchies. Il est le fils de Nicolas, bailli d'Howarderie (Howardries?) et de Marie Marthe Jovenel. Il nait à Tournai en juin 1693 (baptisé le 14 juin 1693), est licencié es lois (licencié en droit), bourgeois de Lille le 4 décembre 1716, échevin de Lille et meurt à Lille le 5 août 1767, à 74 ans. Il épouse à Lille le 27 septembre 1716 Marie Anne Jacqueline Lippens (1679-1741) (elle a37 ans, lui 23; en règle générale c'est l'époux qui est plus vieux à l'époque). Née à Lille en février 1679 (baptisée le 1er février 1679), elle est la fille de Josse Lippens, bourgeois de Lille, licencié en droit, greffier criminel (conseiller juridique)  de Lille et de Marie Claire Angélique Le Machon dit de le Sauch. Elle meurt à Lille le 11 juin 1741, à 62 ans. Veuf, son époux se remarie avec Marguerite Marlière.

## Héraldique
|  | Les armes de Saméon se blasonnent ainsi : "Parti émanché d'or et d'azur de dix pièces." |

## Politique et administration

### Tendances politiques et résultats
Lors du premier tour des élections municipales le 15 mars 2020, on dénombre 1 241 inscrits, dont 415 votants et 353 suffrages exprimés. La liste Vivons Saméon menée par le maire sortant Yves Lefebvre recueille l'intégralité des suffrages exprimés, étant la seule à se présenter

### Liste des maires
- Maire en 1802-1803 : Porez[25].
- Maire en 1807 : Lubrez[26].
- Jean-Louis Herbommez, maire en 1981 (réf. JO du 15 avril 1981).

| Identité                                                     | Période         | Période                                     | Durée                    | Étiquette     |
| Identité                                                     | Début           | Fin                                         | Durée                    | Étiquette     |
| ------------------------------------------------------------ | --------------- | ------------------------------------------- | ------------------------ | ------------- |
| Jules Emaillé (27 septembre 1880 - 26 septembre 1966)        |                 | 26 septembre 1966 (mort en cours de mandat) |                          |               |
| Jean-Louis Herbommez (d) (7 novembre 1935 - 18 juillet 1999) | années 1970     | 18 juillet 1999 (mort en cours de mandat)   |                          |               |
| Yves Lefebvre (d), (12 mai 1953 - 23 novembre 2023)          | 1999            | 23 novembre 2023 (mort en cours de mandat)  | 24 ans                   | divers droite |
| Par intérim : Nathalie Debiève (d) (née le 12 juin 1971)     | novembre 2023   | 16 février 2024                             | 3 mois                   |               |
| José Duhamel (d),                                            | 16 février 2024 | En cours                                    | 1 an, 5 mois et 22 jours |               |

## Population et société

### Démographie

#### Évolution démographique
L'évolution du nombre d'habitants est connue à travers les recensements de la population effectués dans la commune depuis 1800. Pour les communes de moins de 10 000 habitants, une enquête de recensement portant sur toute la population est réalisée tous les cinq ans, les populations de référence des années intermédiaires étant quant à elles estimées par interpolation ou extrapolation. Pour la commune, le premier recensement exhaustif entrant dans le cadre du nouveau dispositif a été réalisé en 2008.

En 2022, la commune comptait 1 722 habitants, en évolution de +4,94 % par rapport à 2016 (Nord : +0,51 %, France hors Mayotte : +2,11 %).
| 1800  | 1806  | 1821  | 1831  | 1836  | 1841  | 1846  | 1851  | 1856  |
| ----- | ----- | ----- | ----- | ----- | ----- | ----- | ----- | ----- |
| 1 346 | 1 370 | 1 572 | 1 701 | 1 760 | 1 706 | 1 693 | 1 747 | 1 772 |

| 1861  | 1866  | 1872  | 1876  | 1881  | 1886  | 1891  | 1896  | 1901  |
| ----- | ----- | ----- | ----- | ----- | ----- | ----- | ----- | ----- |
| 1 802 | 1 703 | 1 634 | 1 511 | 1 458 | 1 396 | 1 379 | 1 292 | 1 175 |

| 1906  | 1911  | 1921  | 1926  | 1931  | 1936  | 1946  | 1954  | 1962  |
| ----- | ----- | ----- | ----- | ----- | ----- | ----- | ----- | ----- |
| 1 104 | 1 098 | 1 016 | 1 109 | 1 084 | 1 030 | 1 034 | 1 060 | 1 113 |

| 1968  | 1975  | 1982  | 1990  | 1999  | 2006  | 2008  | 2013  | 2018  |
| ----- | ----- | ----- | ----- | ----- | ----- | ----- | ----- | ----- |
| 1 088 | 1 046 | 1 175 | 1 264 | 1 373 | 1 463 | 1 489 | 1 562 | 1 702 |

| 2022  | - | - | - | - | - | - | - | - |
| ----- | - | - | - | - | - | - | - | - |
| 1 722 | - | - | - | - | - | - | - | - |

#### Pyramide des âges
La population de la commune est relativement jeune.
En 2018, le taux de personnes d'un âge inférieur à 30 ans s'élève à 33,6 %, soit en dessous de la moyenne départementale (39,5 %). À l'inverse, le taux de personnes d'âge supérieur à 60 ans est de 25,5 % la même année, alors qu'il est de 22,5 % au niveau départemental.
En 2018, la commune comptait 827 hommes pour 875 femmes, soit un taux de 51,41 % de femmes, légèrement inférieur au taux départemental (51,77 %).
Les pyramides des âges de la commune et du département s'établissent comme suit.
| Hommes | Classe d’âge | Femmes |
| ------ | ------------ | ------ |
| 0,4    | 90 ou +      | 2,9    |
| 5,2    | 75-89 ans    | 10,4   |
| 16,4   | 60-74 ans    | 15,7   |
| 20,8   | 45-59 ans    | 19,8   |
| 20,9   | 30-44 ans    | 20,2   |
| 12,7   | 15-29 ans    | 12,3   |
| 23,6   | 0-14 ans     | 18,7   |

| Hommes | Classe d’âge | Femmes |
| ------ | ------------ | ------ |
| 0,5    | 90 ou +      | 1,4    |
| 5,3    | 75-89 ans    | 8,1    |
| 14,8   | 60-74 ans    | 16,2   |
| 19,1   | 45-59 ans    | 18,4   |
| 19,5   | 30-44 ans    | 18,7   |
| 20,7   | 15-29 ans    | 19,1   |
| 20,2   | 0-14 ans     | 18     |

## Lieux et monuments
- L'église Saint-Martin ;
- Le monument aux morts ;
- La chapelle Notre-Dame-des-Affligés ;
- La chapelle Notre-Dame-de-la-Treille ;
- La chapelle Saint-Roch ;
- La chapelle Notre-Dame-de-Grâce.

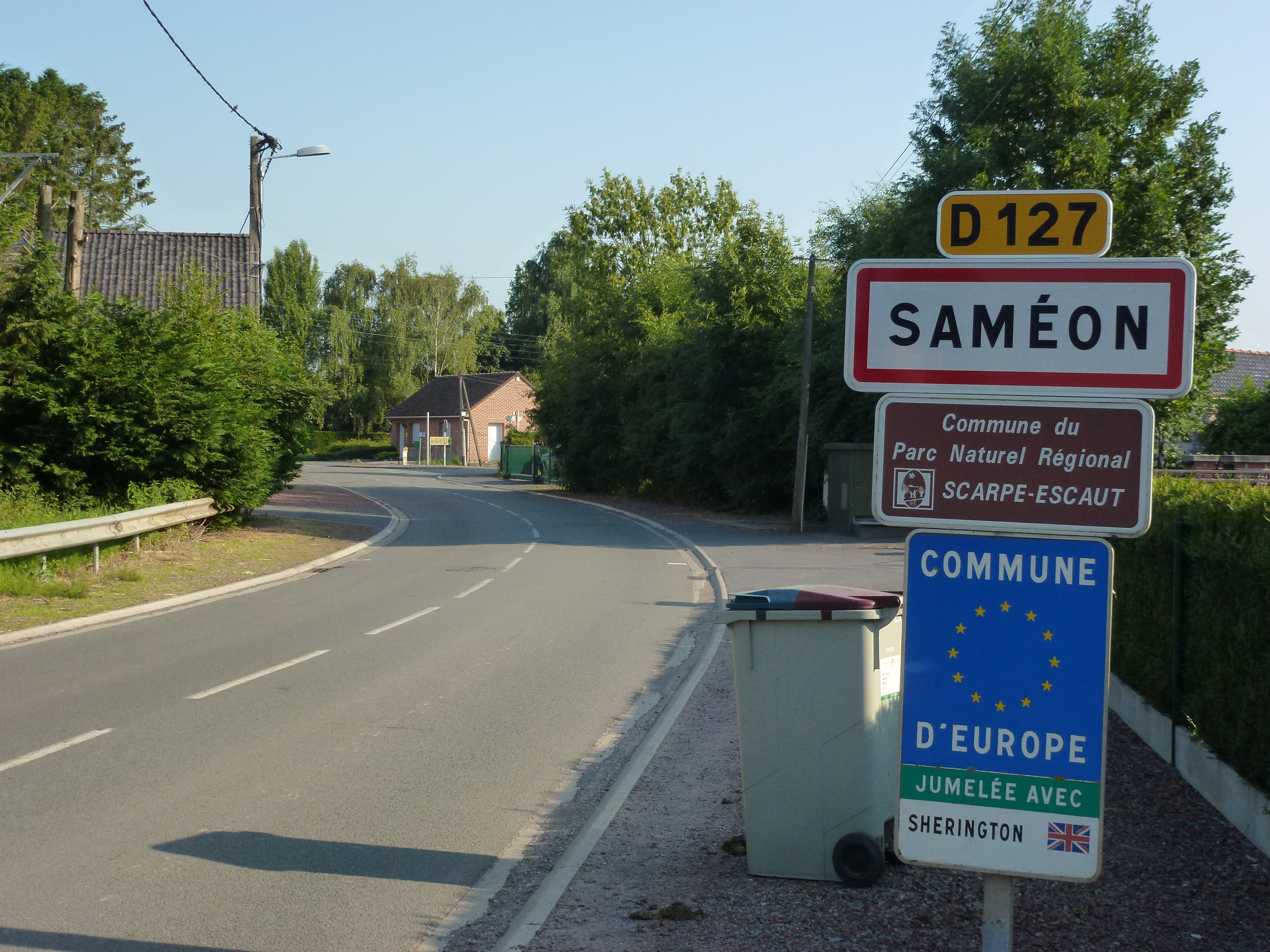
Entrée de Saméon
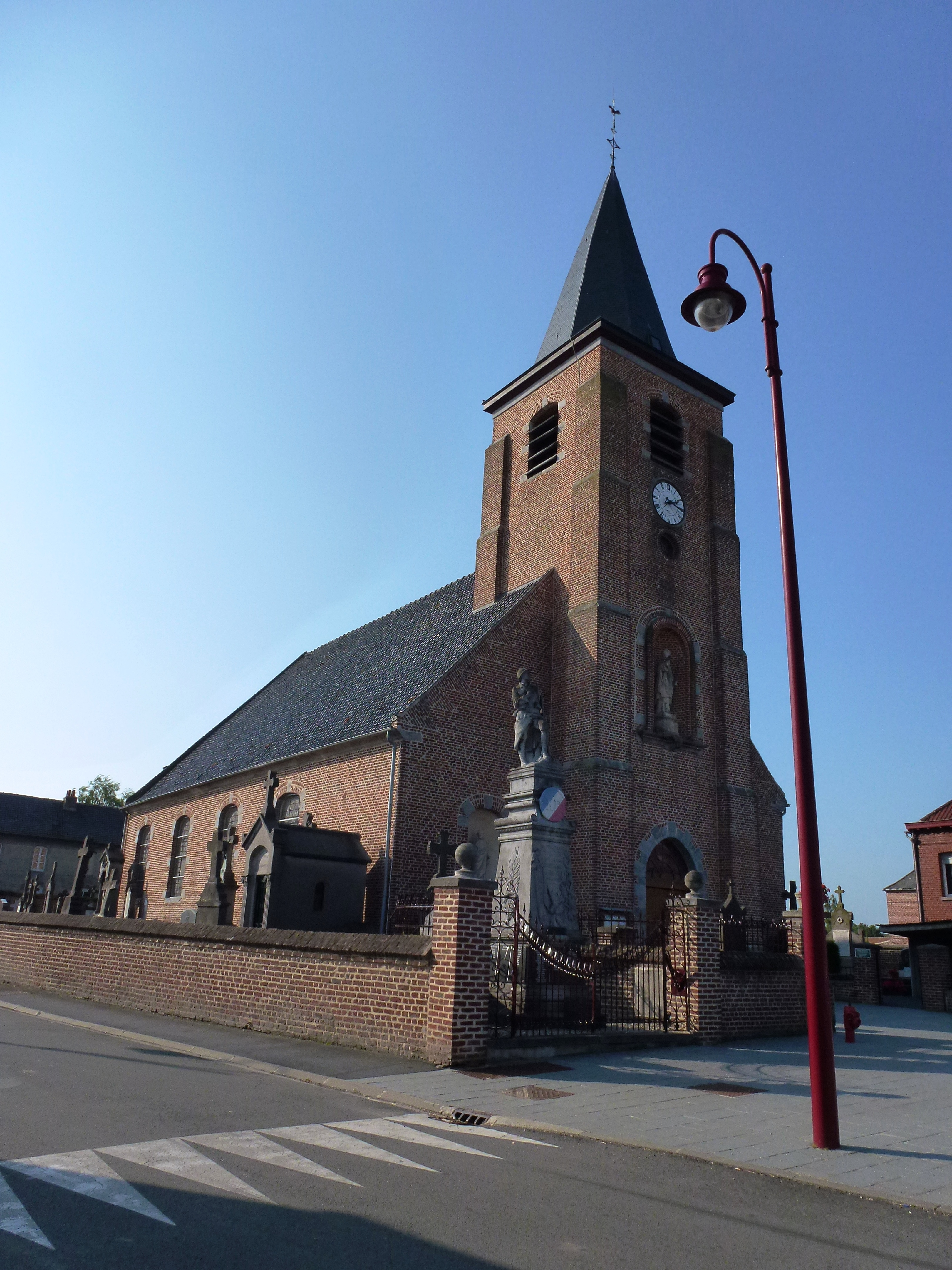
L'église Saint-Martin et le monument aux morts
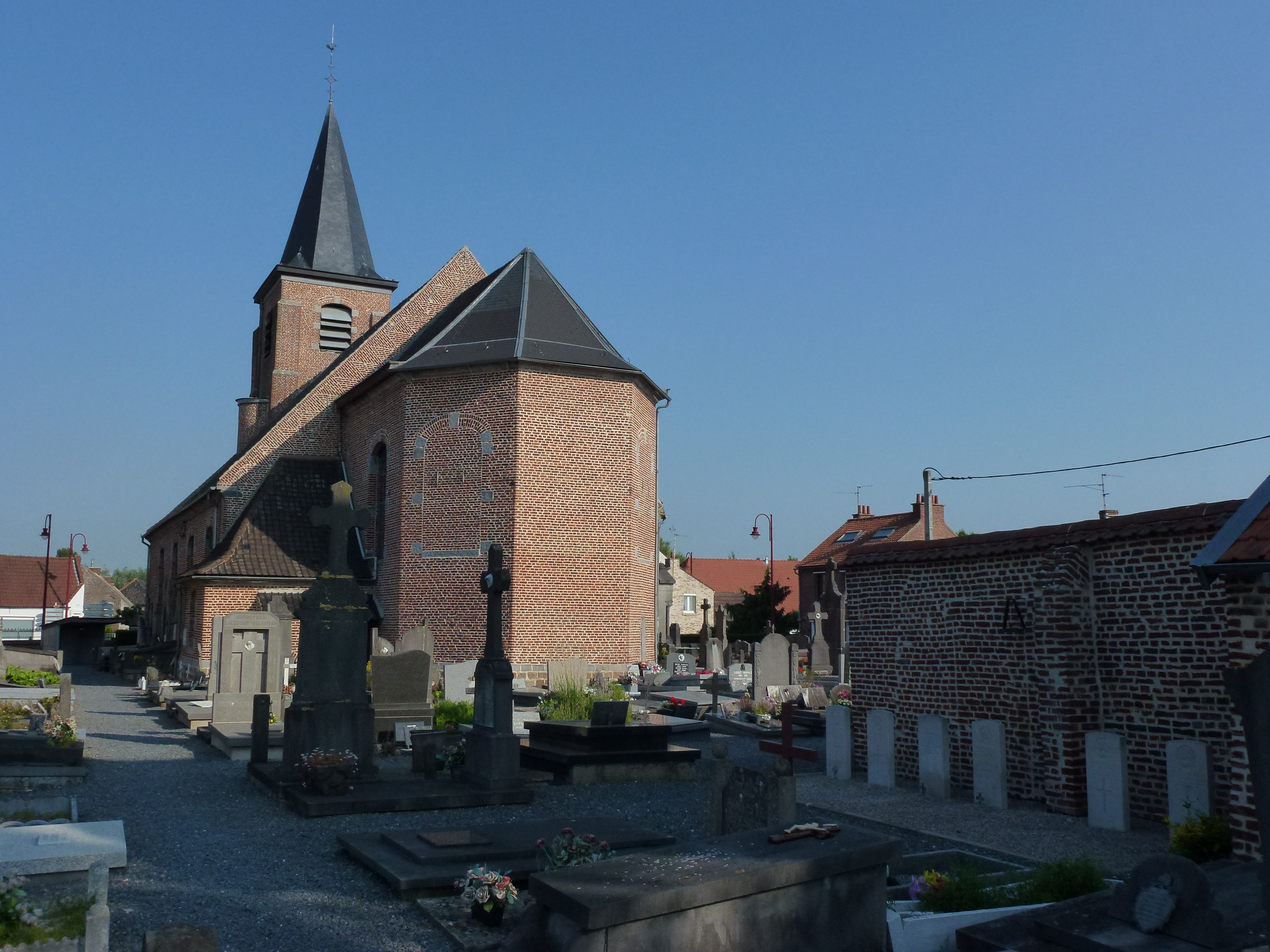
L'église et le cimetière avec des tombes de la Commonwealth War Graves Commission
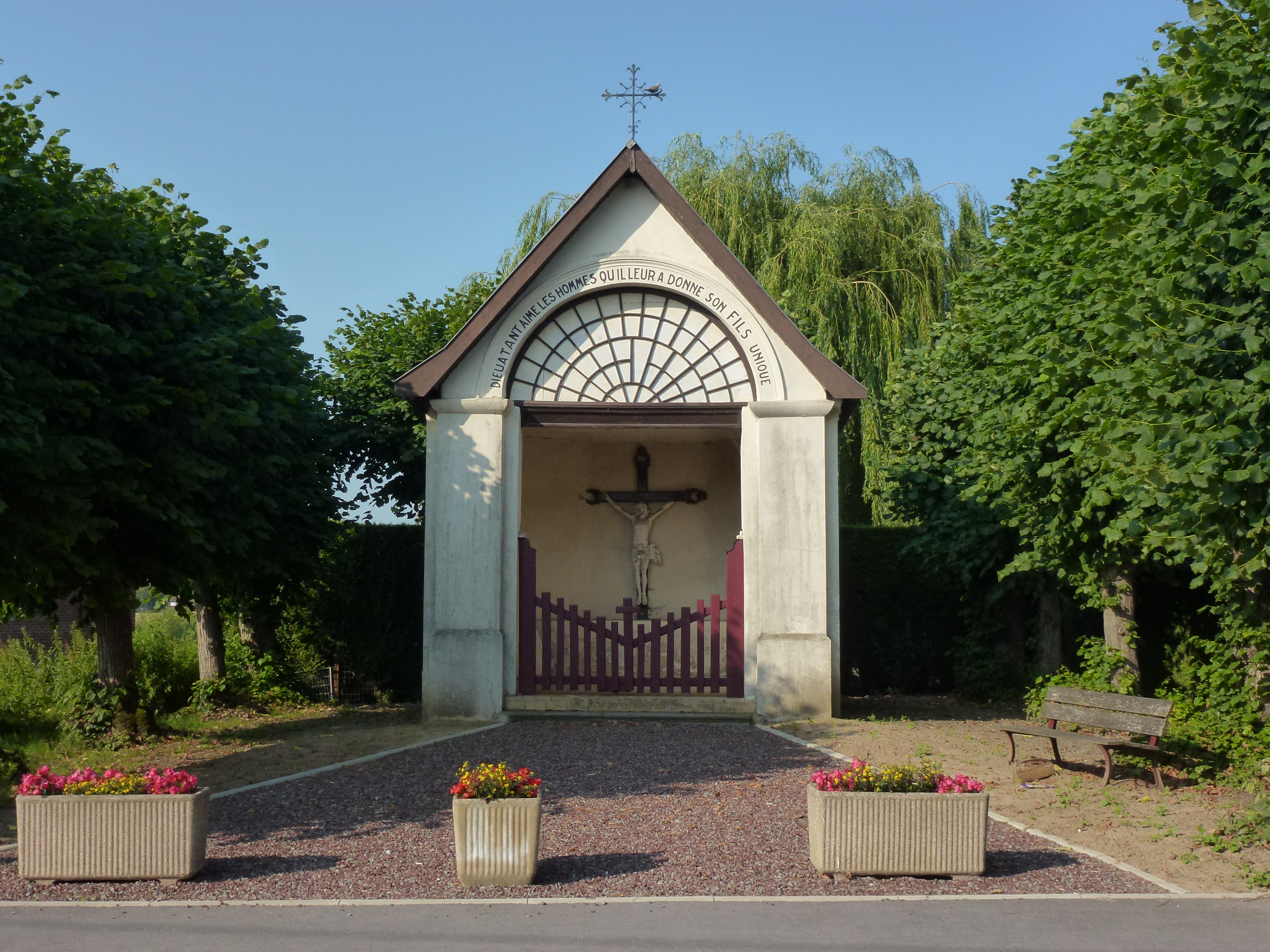
L'oratoire du calvaire
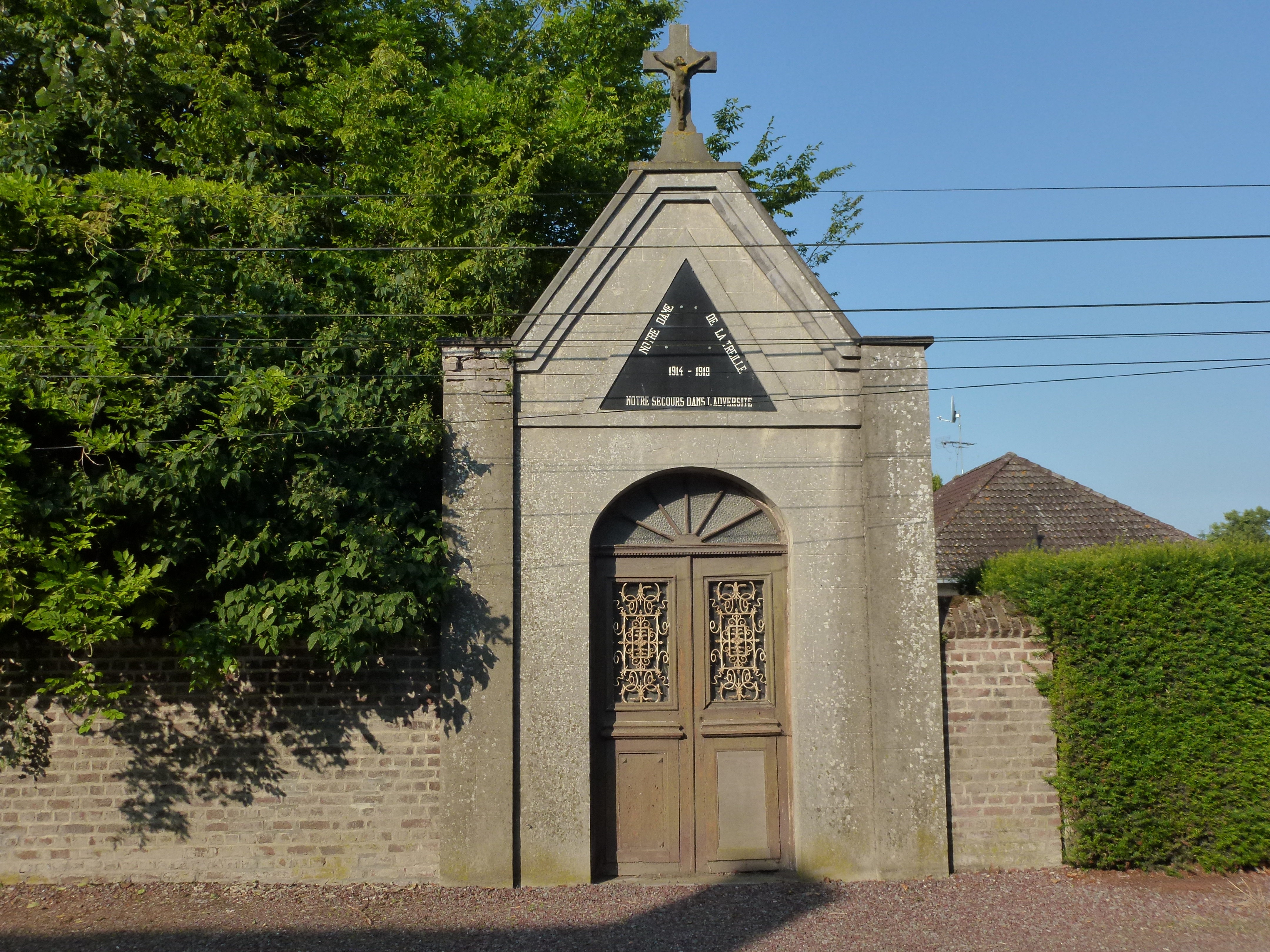
L'oratoire N.D. de la Treille
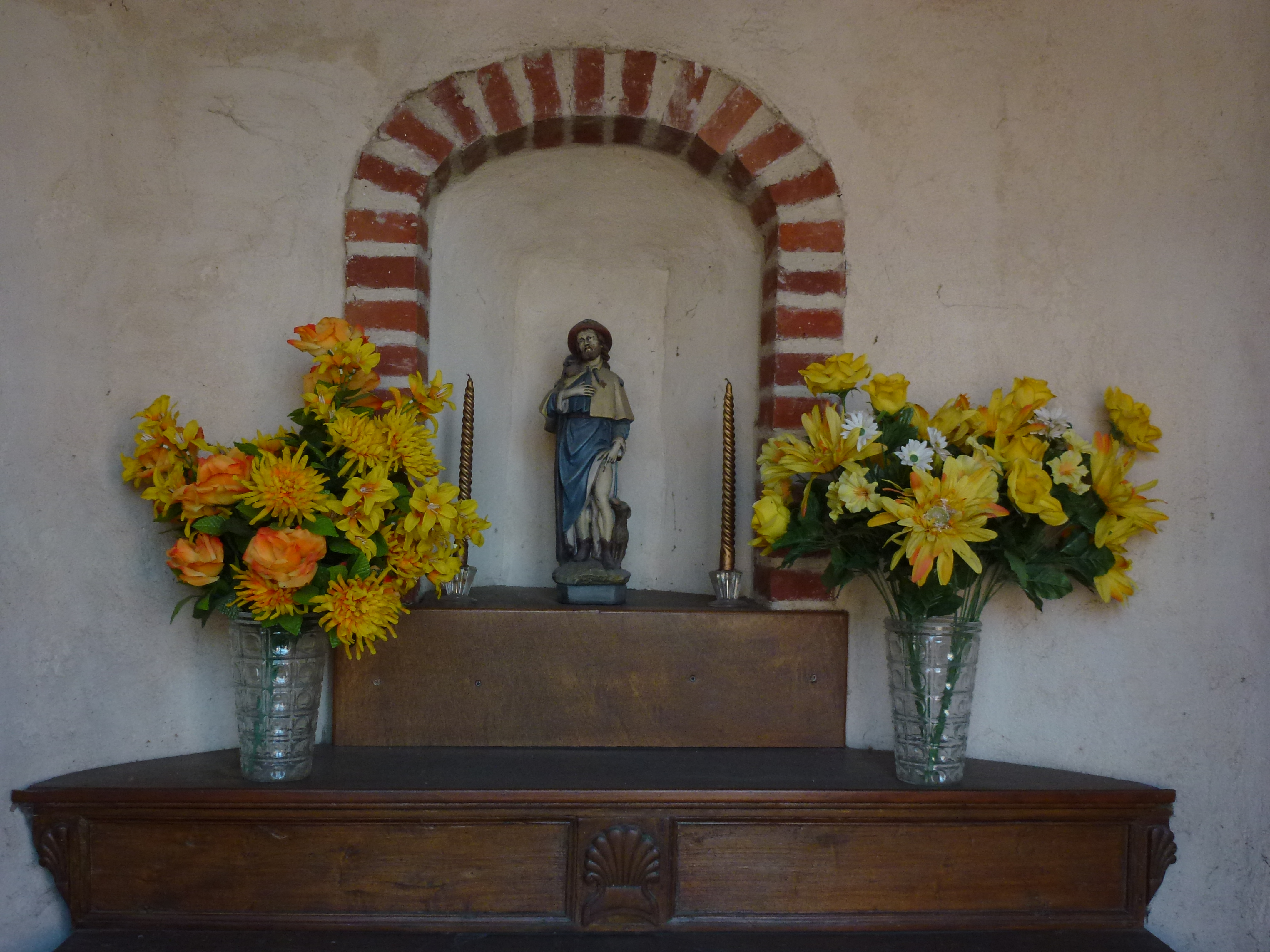
L'oratoire St.Roch, intérieur

## Pour approfondir